# 1896 w polityce

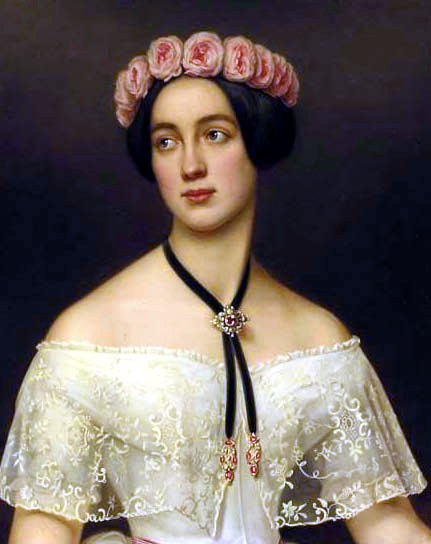
Joseph Stieler, Portret Elżbiety Sachsen-Altenburg (1826-1896)

Wydarzenia polityczne w 1896 roku.

## Zmarli
- 2 lutego Elżbieta Sachsen-Altenburg, wielka księżna Oldenburga[1].